# Аше (музика)

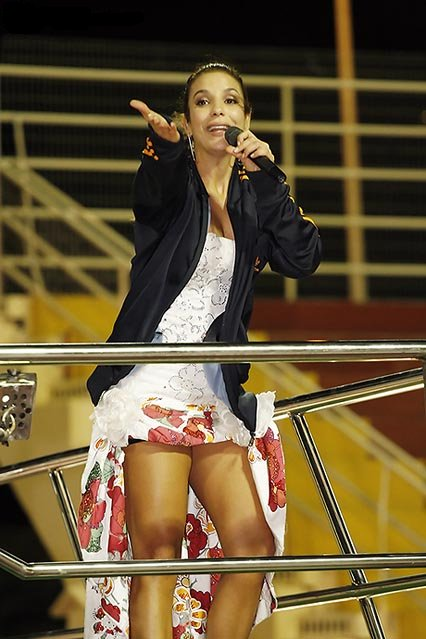
Івете Сангалу співає в стилі Аше у Флоріаноаолісі.

Аше́ (порт. Axé) — стиль популярної музики, що зародився місті Салвадор (Бразилія). Слово походить від ритуального вітання, що означає «хороша вібрація» та використовується у релігіях Кандомбле та Умбанда.
Термін «аше» почав життя як образа, що була призначена підкреслити відмічену претензійність жанру. Проте, цей термін використовувався дуже широко і будь-яка музика записана в Салвадорі могла бути названа «аше». Починаючи з 1992 і досягши піку в 1998 році аше став одним з найпопулярніших жанрів в бразильської міської музики. У 1990 прем'єра у США та Європі альбому Elegibô Маргарет Менезес надав стилю міжнародної популярності.
В основі аше лежить байянська гітара, стиль гітари 1950-х років, що використовував електрогітару, щоб грати фрево (frevo) з Пернамбуку. Цей жанр був винятково інструментальним, і залишався ним до 1970-х, коли почав співати Мораес Морейра (група Novos Baianos).
Карнавальні групи, подібні до Filhos de Gandhi, Olodum і Muzenza потім об'єднали електричне фрево с ритмами маракату (maracatu) і самба, африканською іжехою (ijexá) і карибською меренгою. Гібрид самба-раггі групи Olodums мав успіху Баійї у 1980-х, за чим послідував «дебош» (deboche) гібрид електричного фрево та іжехи.
У 1992 аше стало одним з найуспішніших жанрів музики в Бразилії. Пісня O Canto Da Cidade Даніели Меркюрі почала вибух, продовжений такими групами як Banda Cheiro de Amor, Banda Eva, Bandamel, Asa de Águia, Babado Novo та Chiclete com Banana.
Зараз, найбільшою зіркою аше є Івете Сангалу, одна з найпопулярніших зірок Бразилії.